# Код Кеба Крабе
Код Кеба Крабе је ресторан брзе хране у цртаној серији Сунђер Боб Коцкалоне. Он се налази у граду Коралово на дну мора. Познат је по својим Кеба пљескавицама за које постоји тајни рецепт. Тај тајни рецепт покушава да украде Планктон како би могао да их прави у свом ресторану Кофа сa Помијама. Планктону се сваки покушај да украде тајни рецепт лоше заврши и никад не успе да га украде. Зато у свом ресторану прекопута Кеба Крабе мора да прави помије које нико неће да једе. У ресторану Код Кеба Крабе као роштиљџија ради главни лик цртаног филма Сунђер Боб. Као касир ради Лигњослав Пипак, Сунђербобов комшија који мрзи свој посао зато што сматра да је понижавајући и зато што са њим ради његов комшија Сунђер Боб Коцкалоне (кога мрзи). Шеф и оснивач ресторана је Кеба Краба, по коме ресторан и носи име. Он воли новац па доста штеди око свог ресторана и воли кад заради пуно.